# Weißlicher Drüsling
Der Weißliche Drüsling (Exidia thuretiana, syn. Exidia albida) ist eine Pilzart der Tremellomycetes aus der Familie der Ohrlappenpilzverwandte (Auriculariaceae). Er zersetzt abgestorbene Äste und Stämme von Laubgehölzen, insbesondere Buche.

## Merkmale

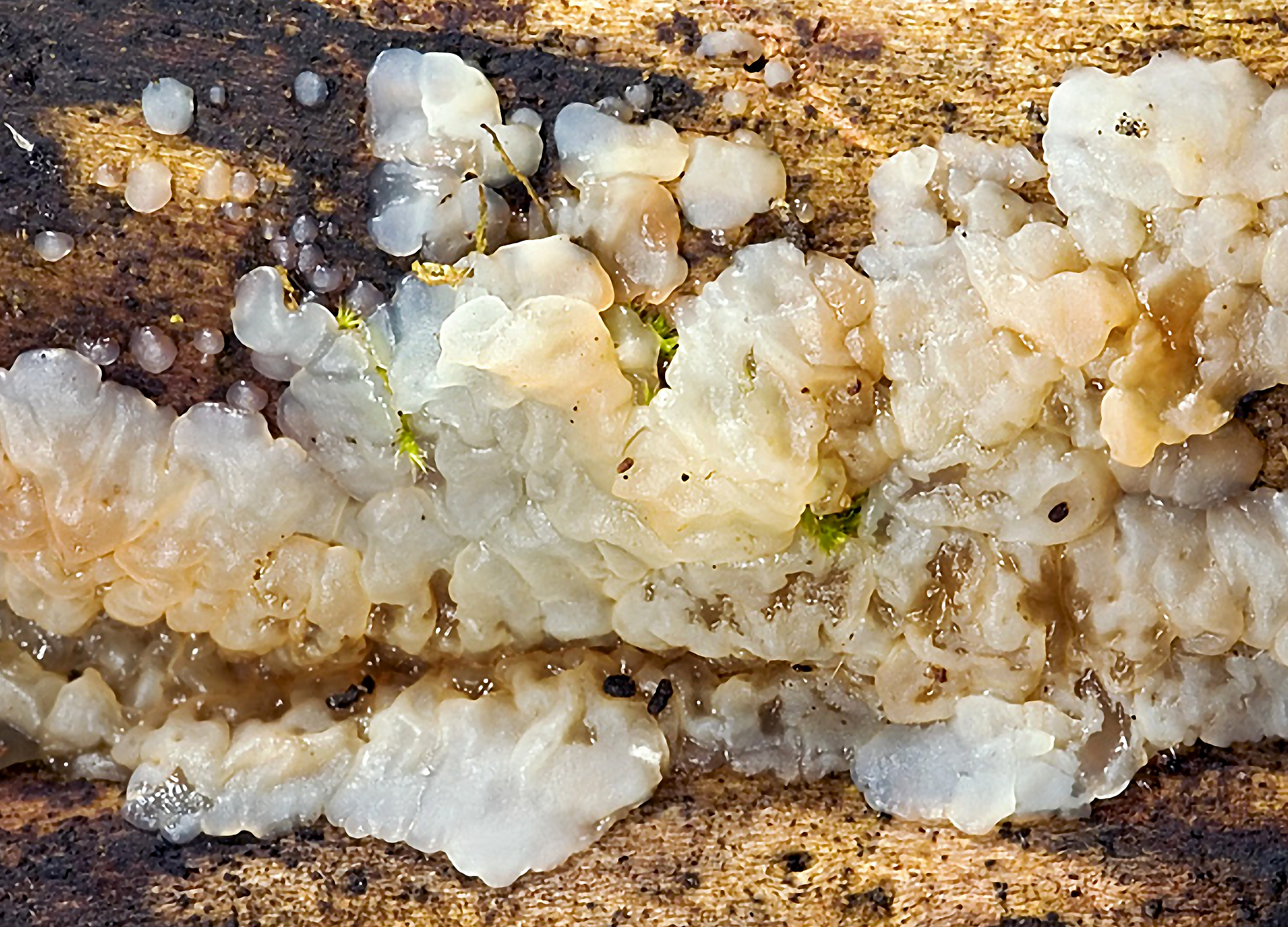
Junge Fruchtkörper des Weißlichen Drüslings (im Bild an den Randbereichen) haben oft eine bläulich-weiße Färbung.

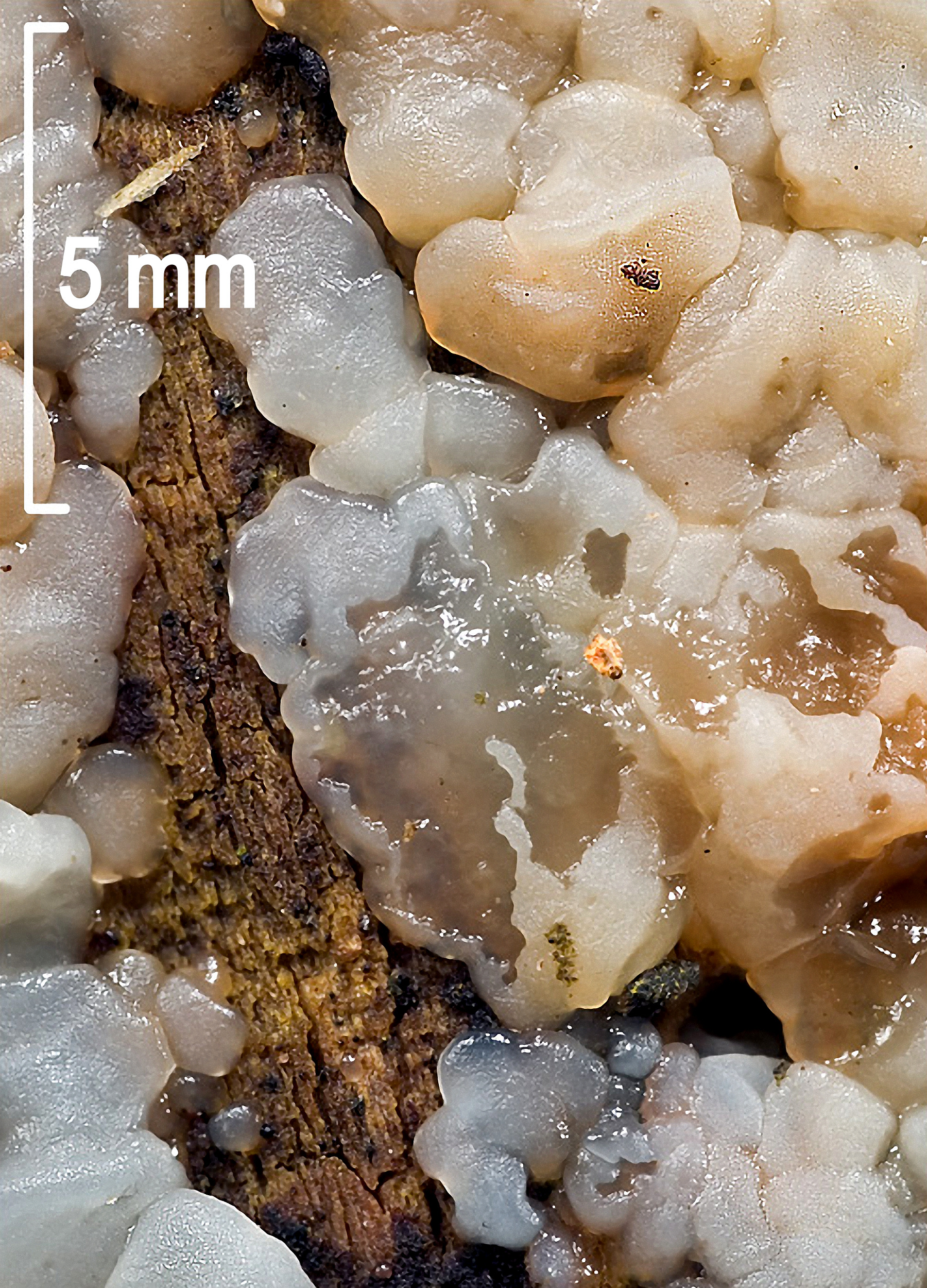
Die Oberfläche der gelatinösen Fruchtkörper ist matt glänzend strukturiert.

### Makroskopische Merkmale
Junge Fruchtkörper des Weißlichen Drüslings haben eine linsen- bis scheibenartige Form, liegen dem Substrat flach auf und sind mit ihm fest verbunden. Bald fließen die gallertartigen Gebilde zu Belägen mit einer Länge von bis zu 15 cm zusammen. Die Struktur ist wellig bis höckerig, gefurcht und wirkt in den Randbereichen oftmals gelappt. Die Oberfläche zeigt keine Drüsenwärzchen, der Rand ist deutlich abgesetzt. Die Farben reichen von weißlich über grau- bis bläulich weiß bis hin zu rosa-ockerlich. Bei Trockenheit schrumpft der Fruchtkörper zu einer dünnen, durchsichtigen Schicht zusammen.

### Mikroskopische Merkmale
Die Hyphen sind farblos, 2–3,5 µm breit und besitzen Schnallen an den Septen. Die elliptischen Basidien messen 15–21–24 × 11–15–(17) µm, haben Basalschnallen und entwickeln jeweils 2 bis 4 30–115 × 2–3 µm große Epibasidien, an deren Enden die Sporen heranreifen. Letztere sind farblos, zylindrisch-gebogen und haben eine Größe von 15–20–(24) × 5,5–7 µm. Sie formen zylindrisch-gebogene und 5,5–6,5 × 2 µm große Konidien sowie Sekundärsporen mit den Maßen 9–12 × 5–7 µm.

## Artabgrenzung

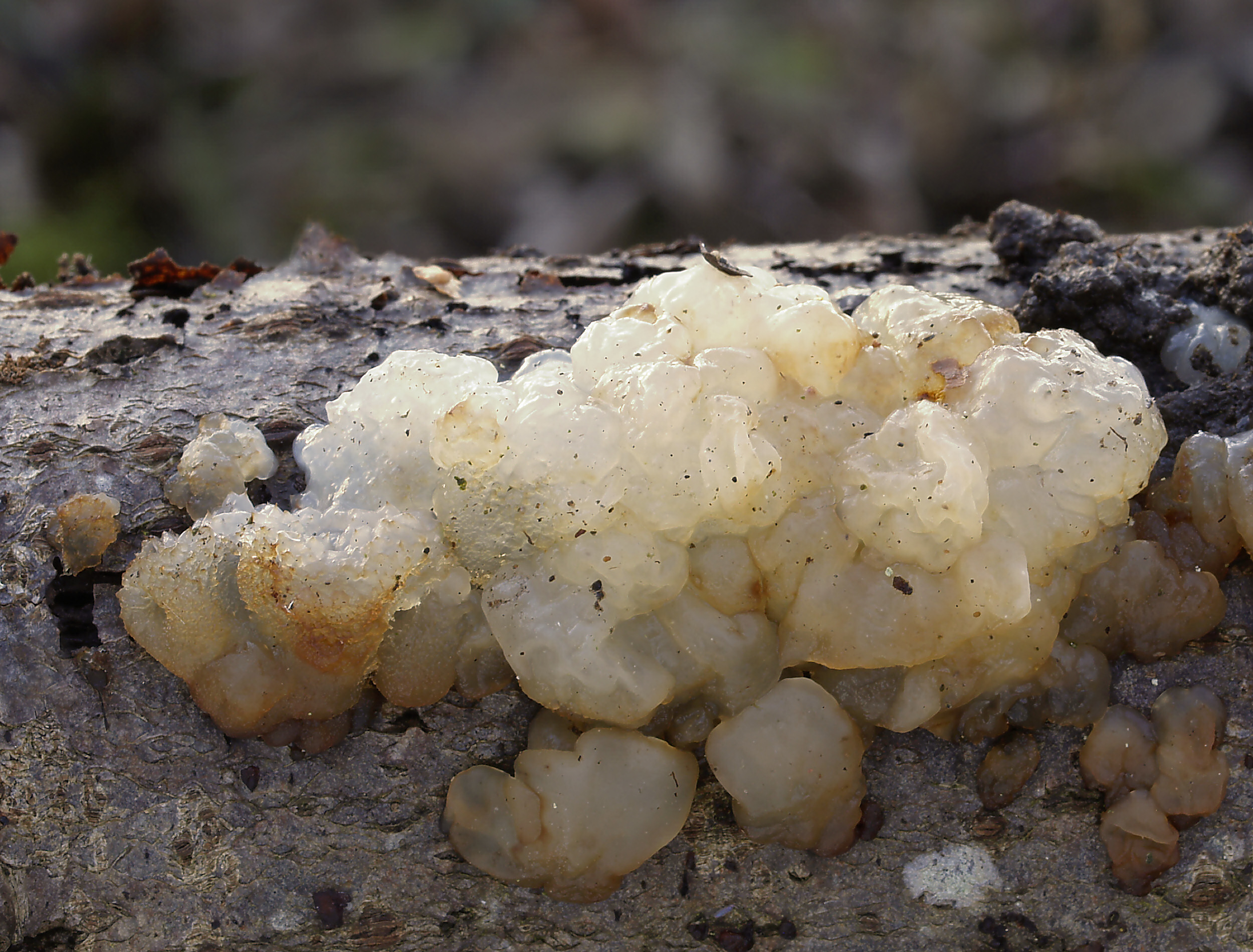
Junge Fruchtkörper des Knorpeligen Drüslings (Exidia cartilaginea) können dem Weißlichen Drüsling (E. thuretiana) ähneln.

### Knorpeliger Drüsling
Insbesondere junge, noch gänzlich weiße Fruchtkörper des Knorpeligen Drüslings (Exidia cartilaginea) sehen dem Weißlichen Drüsling zum Verwechseln ähnlich. Die Fruchtkörper fallen jedoch insgesamt knubbeliger und weniger abgeflacht aus. Zudem sind die Ränder des Doppelgängers gerne bewimpert. Darüber hinaus haben ältere Fruchtkörper in der Mitte eine bräunliche bis rostbraune Färbung. Die Art bevorzugt Linde als Substrat, kommt aber auch an Eiche vor, dort bisweilen vergesellschaftet mit dem Stoppeligen Drüsling (E. glandulosa).

### Warziger Drüsling
Blasse oder pigmentlose Fruchtkörper des Warzigen Drüslings (Exidia plana) können ähnlich aussehen, besitzen jedoch Drüsenwärzchen auf der Oberfläche. Mikroskopisch kann die Art durch kleinere Sporenmaße von 10–12(–17) × 4–5 µm unterschieden werden.

## Ökologie
Der Weißliche Drüsling bevorzugt Rotbuchen- und Hainbuchen-Eichenwälder auf sickerfrischen und gut mit Basen sowie Nährstoffen versorgten Böden. Dort besiedelt der Pilz feucht liegende, morsche Äste und Stämme sowie entsprechende Stümpfe in der Optimal- und frühen Finalphase der Vermorschung. Im Inneren verursacht er durch den Abbau von Zellulose, Hemizellulose und den Holzstoff Lignin eine Weißfäule. Die Art bevorzugt Rotbuche als Substrat, wächst aber auch an anderen Laubgehölzen: Ahorne, Birken, Erlen, Gemeine Esche, Hainbuche, Hartriegel, Gemeine Hasel, Holunder, Linden, Pappeln, Rosen, Weiden und Weißdorne.

## Verbreitung
In der Holarktis kommt der Weißliche Drüsling in Europa und Nordafrika vor. In Europa ist der Pilz (submeridional-) temperat (-subboreal), ozeanisch-subozeanisch verbreitet. Im Westen konnte die Art in den Benelux-Staaten, England und Frankreich nachgewiesen werden, ein isoliertes Vorkommen stammt von den Hebriden. In Mitteleuropa sind Funde aus Deutschland, Österreich und Polen bekannt. Südöstliche Vorposten reichen bis Kroatien. Im südlichen Nordeuropa wurde die Art in Dänemark, Norwegen und Schweden gefunden.
Im Westen Deutschlands kommt der Weißliche Drüsling zerstreut von den westfriesischen Inseln bis ins südostbayerische Alpenvorland vor. In Baden-Württemberg ist der Pilz mäßig verbreitet, etwas dichter über Kalk und Kalkmergeln in Rotbuchenwäldern der Alb, des nördlichen Bodensee- und des Keuper-Lias-Gebietes, lückiger in den Gäulandschaften und selten im Oden- und Schwarzwald. Der Pilz meidet offenbar trockene Böden, subkontinentale Klimalagen sowie ausgesprochene Nadelwaldgebiete.
Exidia thuretiana besiedelt passende Habitate im Bereich der kollinen bis unteren eumontanen Stufe, darunter und darüber ist die Art nur selten zu finden.